# Gabriel García de la Torre
Gabriel Francisco García de la Torre, meglio noto come Gabri (Sallent, 10 febbraio 1979), è un allenatore di calcio ed ex calciatore spagnolo, di ruolo centrocampista, tecnico dell'Atlètic Lleida.

## Caratteristiche tecniche
Elemento dalla buona corsa, era sovente utilizzato come centrale destro di centrocampo oppure come laterale destro. Calciatore grintoso, era un gran recuperatore di palloni, benché non possedesse qualità tecniche notevoli.

## Carriera

### Club
Catalano, debuttò con il Barcellona, che l'aveva acquistato quando era ancora un ragazzino. Il suo esordio da professionista risale al 22 agosto 1999 nella partita, disputatasi al Camp Nou, fra Barcellona e Real Saragozza (1-0), corrispondente alla prima giornata di campionato della stagione 1999-2000. In questa stagione, con Louis van Gaal in panchina, Gabri disputò 17 partite nella Primera División spagnola, 4 nella Coppa del Re e 9 nella Champions League, realizzando 6 gol in totale. A partire dalla stagione successiva divenne titolare della squadra, dimostrando duttilità tattica.
Nel dicembre del 2004 soffrì l'episodio più spiacevole della sua carriera, la rottura dei i ligamenti crociati anteriore e posteriore del ginocchio destro. Questo infortunio lo tenne lontano dai terreni di gioco per sei mesi. Si ristabilì dall'infortunio appena in tempo per festeggiare con i compagni la vittoria della Liga 2004-2005.
Nel giugno 2006 si trasferì all'Ajax, nella Eredivisie, squadra in cui militò per quattro stagioni. Nel maggio 2010 si trasferisce in Qatar all'Umm-Salal. Il 7 luglio 2011 firma un contratto biennale con gli svizzeri del Sion. Nel mese di dicembre 2018 diventa allenatore della squadra FC Andorra, di proprietà di Gerard Piqué, militante in Segunda División B, terzo livello del calcio spagnolo.

### Nazionale
Le maggiori soddisfazioni in ambito internazionale le ha avute con la nazionale Under-20: è stato campione del mondo di categoria nel 1999 e medaglia d'argento alle Olimpiadi di Sydney 2000.
Convocato 3 volte dalla Nazionale spagnola, esordì il 30 aprile 2003 nella partita Spagna-Ecuador 4-0.

## Statistiche

### Presenze e reti nei club
Statistiche aggiornate al 30 giugno 2010.
| Stagione            | Squadra             | Campionato          | Campionato | Campionato | Coppe nazionali | Coppe nazionali | Coppe nazionali | Coppe continentali | Coppe continentali | Coppe continentali | Altre coppe | Altre coppe | Altre coppe | Totale | Totale |
| Stagione            | Squadra             | Comp                | Pres       | Reti       | Comp            | Pres            | Reti            | Comp               | Pres               | Reti               | Comp        | Pres        | Reti        | Pres   | Reti   |
| ------------------- | ------------------- | ------------------- | ---------- | ---------- | --------------- | --------------- | --------------- | ------------------ | ------------------ | ------------------ | ----------- | ----------- | ----------- | ------ | ------ |
| 1997-1998           | Barcellona B        | SDB                 | 22+6       | 2+2        | -               | -               | -               | -                  | -                  | -                  | -           | -           | -           | 28     | 4      |
| 1998-1999           | Barcellona B        | SD                  | 32         | 6          | -               | -               | -               | -                  | -                  | -                  | -           | -           | -           | 32     | 6      |
| 1999-2000           | Barcellona B        | SDB                 | 13         | 1          | -               | -               | -               | -                  | -                  | -                  | -           | -           | -           | 13     | 1      |
| Totale Barcellona B | Totale Barcellona B | Totale Barcellona B | 67+6       | 9+2        |                 | -               | -               |                    | -                  | -                  |             | -           | -           | 73     | 11     |
| 1999-2000           | Barcellona          | PD                  | 17         | 2          | CR              | 4               | 0               | UCL                | 9                  | 4                  | SS          | 2           | 0           | 32     | 6      |
| 2000-2001           | Barcellona          | PD                  | 25         | 2          | CR              | 6               | 0               | UCL+CU             | 1+5                | 1+0                | -           | -           | -           | 37     | 3      |
| 2001-2002           | Barcellona          | PD                  | 29         | 3          | CR              | 0               | 0               | UCL                | 13                 | 0                  | -           | -           | -           | 42     | 3      |
| 2002-2003           | Barcellona          | PD                  | 27         | 0          | CR              | 1               | 0               | UCL                | 9                  | 0                  | -           | -           | -           | 37     | 0      |
| 2003-2004           | Barcellona          | PD                  | 16         | 1          | CR              | 1               | 0               | CU                 | 5                  | 0                  | -           | -           | -           | 22     | 1      |
| 2004-2005           | Barcellona          | PD                  | 4          | 0          | CR              | 0               | 0               | UCL                | 0                  | 0                  | -           | -           | -           | 4      | 0      |
| 2005-2006           | Barcellona          | PD                  | 11         | 0          | CR              | 3               | 0               | UCL                | 4                  | 1                  | SS          | 2           | 0           | 20     | 1      |
| Totale Barcellona   | Totale Barcellona   | Totale Barcellona   | 129        | 8          |                 | 15              | 0               |                    | 46                 | 6                  |             | 4           | 0           | 194    | 14     |
| 2006-2007           | Ajax                | ED                  | 31+1       | 5+1        | CO              | 3               | 1               | UCL+CU             | 2+6                | 0                  | SO          | 1           | 0           | 44     | 7      |
| 2007-2008           | Ajax                | ED                  | 26+4       | 1          | CO              | 3               | 0               | UCL+CU             | 2+2                | 0                  | SO          | 1           | 1           | 38     | 2      |
| 2008-2009           | Ajax                | ED                  | 16         | 1          | CO              | 1               | 0               | CU                 | 4                  | 0                  | -           | -           | -           | 21     | 1      |
| 2009-2010           | Ajax                | ED                  | 13         | 0          | CO              | 1               | 0               | UEL                | 1                  | 0                  | -           | -           | -           | 15     | 0      |
| Totale Ajax         | Totale Ajax         | Totale Ajax         | 86+5       | 7+1        |                 | 8               | 1               |                    | 17                 | 0                  |             | 2           | 1           | 118    | 10     |
| Totale carriera     | Totale carriera     | Totale carriera     | 282+11     | 24+3       |                 | 23              | 1               |                    | 63                 | 6                  |             | 6           | 1           | 385    | 35     |

### Cronologia presenze e reti in nazionale
| Cronologia completa delle presenze e delle reti in nazionale ― Spagna | Cronologia completa delle presenze e delle reti in nazionale ― Spagna | Cronologia completa delle presenze e delle reti in nazionale ― Spagna | Cronologia completa delle presenze e delle reti in nazionale ― Spagna | Cronologia completa delle presenze e delle reti in nazionale ― Spagna | Cronologia completa delle presenze e delle reti in nazionale ― Spagna | Cronologia completa delle presenze e delle reti in nazionale ― Spagna | Cronologia completa delle presenze e delle reti in nazionale ― Spagna |
| Data                                                                  | Città                                                                 | In casa                                                               | Risultato                                                             | Ospiti                                                                | Competizione                                                          | Reti                                                                  | Note                                                                  |
| --------------------------------------------------------------------- | --------------------------------------------------------------------- | --------------------------------------------------------------------- | --------------------------------------------------------------------- | --------------------------------------------------------------------- | --------------------------------------------------------------------- | --------------------------------------------------------------------- | --------------------------------------------------------------------- |
| 30-4-2003                                                             | Madrid                                                                | Spagna                                                                | 4 – 0                                                                 | Ecuador                                                               | Amichevole                                                            | -                                                                     | 46’                                                                   |
| 31-3-2004                                                             | Gijón                                                                 | Spagna                                                                | 2 – 0                                                                 | Danimarca                                                             | Amichevole                                                            | -                                                                     | 64’                                                                   |
| 5-6-2004                                                              | Getafe                                                                | Spagna                                                                | 4 – 0                                                                 | Andorra                                                               | Amichevole                                                            | -                                                                     | 46’                                                                   |
| Totale                                                                |                                                                       | Presenze                                                              | 3                                                                     |                                                                       | Reti                                                                  | 0                                                                     |                                                                       |

## Palmarès

### Giocatore

#### Club

##### Competizioni nazionali
- Campionato spagnolo: 2

Barcellona: 2004-2005, 2005-2006
- Supercoppa di Spagna: 1

Barcellona: 2005
- Coppa dei Paesi Bassi: 2

Ajax: 2006-2007, 2009-2010
- Johan Cruijff Schaal: 2

Ajax: 2006, 2007

##### Competizioni internazionali
- UEFA Champions League: 1

Barcellona: 2005-2006

#### Nazionale
- Campionato mondiale Under-20: 1

Nigeria 1999
- Argento olimpico: 1

Sydney 2000

### Allenatore

#### Competizioni regionali
- Primera Catalana: 1

Andorra: 2018-2019